# Brendan Perry
Brendan Michael Perry, född 30 juni 1959 i Whitechapel, London är en sångare, låtskrivare och multiinstrumentalist, känd som ena halvan av duon Dead Can Dance med Lisa Gerrard.
Perry föddes i London av irländsk-engelska föräldrar och emigrerade senare med familjen till Auckland, Nya Zeeland. Han är självlärd musiker, första instrumentet var gitarr. 1977 blev han medlem av punkbandet The Scavengers där han spelade basgitarr och sjöng. Bandet var ett av de första punkbanden i Auckland men hade svårt att nå ut till en publik på grund av en konservativ musikscen. 1978 flyttade gruppen därför till Melbourne, Australien och bytte namn till The Marching Girls. Desillusionerad av bandets allt mer poporienterade stil lämnade dock Perry gruppen 1980 för att söka sin egen musikaliska väg. Han började lära sig percussion, experimentera med synthesizers, bandinspelningar och elgitarr och skapa musik inspirerad av postpunkband som Public Image Limited och Joy Division. 
1981 bildade han Dead Can Dance. Gruppen gav en handfull konserter i Australien men hade svårt få uppmärksamhet för sin musik och beslutade därför att flytta till England. Där fick de kontrakt med skivbolaget 4AD. Dead Can Dance gav på 4AD ut åtta album som fick betydande framgång hos både kritiker och publik. 
Perry var en lång tid bosatt i County Cavan, Irland där han hade en inspelningsstudio i en före detta kyrka. Där har han även anordnat undervisning i percussion för besökande. 1997 skrev Perry musik till filmen Sunset Heights av regissören Colm Villa. 1999 gav han ut sitt första soloalbum Eye of the Hunter. År 2003 arrangerade han en sambafestival i Belturbet. År 2005 återbildade han tillfälligt Dead Can Dance med Lisa Gerrard för en världsomfattande turné där de även framförde några nya låtar. 2010 gav Perry ut sitt andra soloalbum Ark. År 2011 återförenade han Dead Can Dance med Gerrard igen och de gav 2012 ut albumet Anastasis.

## Diskografi
Soloalbum
- Eye of the Hunter (1999)
- Ark (2010)

Album med The Scavengers
- The Scavengers (2003)